# 平間長雅
平間 長雅（ひらま ちょうが、1636年（寛永13年）- 1710年8月23日（宝永7年7月29日））は、江戸時代前期から中期の歌人である。名は良淳、号は風観斎（風観窓とも）および耻山軒。

## 経歴・人物
浪人だった平間貞方の子として江戸に生まれる。後に上洛し鷹司房輔に引率され、多くの宮廷歌人と親交を持った。後に望月長孝から30年近く師事されたとされているが、日野弘資からも指導を受けたとされている。
長孝の死後は師匠から受けた二条家流の歌学であった秘伝書の継承にあたり、その秘伝書を有賀長伯等の門人に伝授した。しかし近年では長雅が独自で記述したものはほとんど見られない。

## 主な著作物
- 『風観斎長雅家集』- 門人である長伯が精選している[1]。